# Wladimir Afanassjewitsch Karawajew

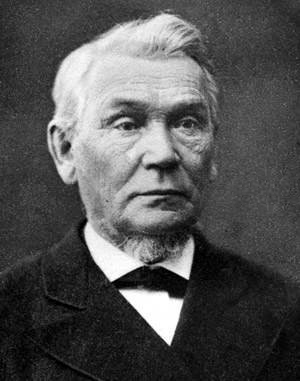
Wolodymyr Karawajew

Wladimir Afanassjewitsch Karawajew (russisch Владимир Афанасьевич Караваев, ukrainisch Володимир Опанасович Караваєв Wolodymyr Opanassowytsch Karawajew; * 8. Julijul. / 20. Juli 1811greg. in Wjatka, Gouvernement Wjatka, Russisches Kaiserreich; † 3. Märzjul. / 15. März 1892greg. in Kiew, Gouvernement Kiew, Russisches Kaiserreich) war ein russisch-ukrainischer Chirurg und Augenarzt.

## Leben
Wladimir Karawajew kam in Wjatka, dem heutigen Kirow in der gleichnamigen Oblast der Russischen Föderation als Sohn einer Kaufmannsfamilie zur Welt.
Nach dem Abitur 1827 studierte er an der medizinischen Fakultät der kaiserlichen Universität Kasan, die er 1831 mit einer Silbermedaille und einem Diplom abschloss.
Nach seinem Studienabschluss zog er in die damalig russische Hauptstadt Sankt Petersburg und arbeitete dort von 1832 bis 1833 in einem
Militärlazarett als Arzt und daraufhin von 1833 bis 1834 im Sankt Petersburger Marien-Hospital als Chirurg.
Um seine chirurgischen Kenntnisse weiter zu verbessern, ging er ab 1834 für zwei Jahre nach Deutschland und arbeitete hier mit bekannten Chirurgen wie Johann Nepomuk Rust, Karl von Graefe, Johann Friedrich Dieffenbach, Karl Gustav Jung, Konrad Johann Martin Langenbeck und Johann Christian Jüngken unter anderem an den Universitäten in Berlin und Göttingen.
In dieser Zeit arbeitete, zur Vorbereitungen für seine Professur, Nikolai Pirogow, der später einer der bekanntesten Ärzte in der russischen Geschichte wurde, an der Universität Berlin und Karawajew wurde dessen treuer Schüler und Freund.
Nach seinem Deutschlandaufenthalt kehrte er zunächst nach Hause zurück, ging aber nach kurzer Zeit 1836 an die Kaiserliche Universität Dorpat, an der Nikolai Pirogow zwischenzeitlich als Professor für Chirurgie und pathologische Anatomie tätig wurde. Zusammen mit Pirogow experimentierte er an mehr als 30 Versuchstieren – Hunde, Kälber und Katzen – auf Anzeichen für eitrige Blutinfektionen, was er auf Rat von Pirogow zum Thema seiner Doktorarbeit machte. In seiner Dissertation über traumatische Phlebitis „De phlebitide traumatica“ (zu deutsch: Über traumatische Venenentzündung) 1838 an der Universität Dorpat stellte Karawajew auch klinische Beobachtungen von drei Patienten aus der chirurgischen Klinik vor und wurde mit dem Grad eines Doktors der Medizin ausgezeichnet.
Nachdem er promoviert hatte, machte er zwischen 1839 und 1840 ein kurzes Praktikum am Marinekrankenhaus in Kronstadt, an dem er 113 Operationen durchführte.

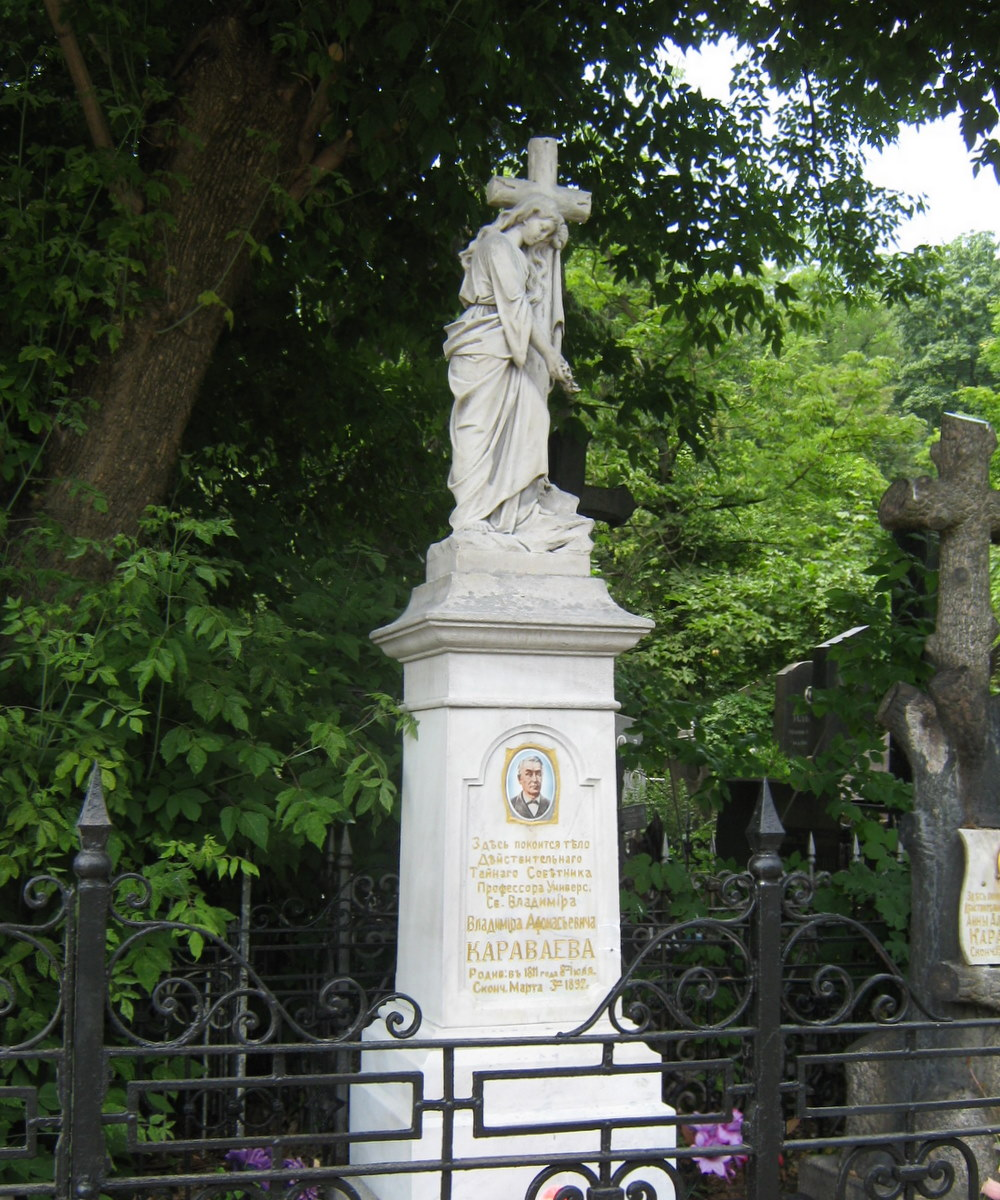
Grabmal von Wolodymyr Karawajew auf dem Baikowe-Friedhof

1840 wurde Karawajew zum Professor für Chirurgie an der medizinischen Fakultät der Sankt-Wladimir-Universität in Kiew ernannt und besuchte zur wissenschaftlichen Forschung in den Jahren 1841/1842 unter anderem die Städte Wien, London und Paris.
Von 1844 an war er Dekan der Fakultät. Im selben Jahr gründete und leitete er, über einen Zeitraum von nahezu 50 Jahren bis zu seinem Tod, die chirurgische Fakultätsklinik dieser Universität.
An der Fakultätsklinik, sie war die erste Klinik für Augenkrankheiten im Russischen Reich, ließen sich zwischen 1844 und 1882 74.000 Patienten behandeln. Von diesen wurden 5434 stationär behandelt und bis zu 8000 operiert. Karawajew führte eine große Anzahl an Operationen durch und entwickelte sich schnell zu einem der aktivsten Chirurgen und einem Pionier der Anästhesie im Russischen Reich. Allein an der Universitätsklinik führte er 3030 Operationen an stationären und 7600 an ambulanten Patienten durch. Seine erste Operation unter Äthernarkose führte er im Februar 1847 durch. Er war ein polyvalenter Chirurg, der jedoch vor allem zu ophthalmochirurgischen Eingriffen herangezogen wurde.
Karawajew starb 80-jährig in Kiew und wurde dort auf dem Baikowe-Friedhof bestattet.

## Ehrungen
Karawajew erhielt zahlreiche Ehrungen und Auszeichnungen. Darunter:
- 1962 wurde ihm zu Ehren in Kiew eine Straße benannt[6]
- Ehrenbürger von Kiew[6]
- 1865 erhielt er den Ehrentitel Verdienter Ordentlicher Professor[2]
- Orden der Heiligen Anna 2. Klasse[3]